# شركة المراكز العربية
شركة المراكز العربية (سينومي سنترز) شركة مساهمة عامة سعودية.

## التاريخ
تعد شركة المراكز العربية أكبر مالك ومطور ومشغل للمجمعات التجارية ذات المعايير العالمية في المملكة العربية السعودية. وعلى مدار أكثر من عقد من الزمان، نجحت الشركة في تطوير مجموعة كاملة من المجمعات التجارية عالية الجودة والمصممة وفق أرقى المعايير العالمية في أكثر الوجهات جاذبيةً بالمملكة، ملبية بذلك متطلبات السوق المحلية وكافة احتياجات المستهلكين في المملكة. وتضم محفظة أصول الشركة حالياً 21 مجمعاً تجارياً تقع جميعها في مواقع إستراتيجية ضمن 11 مدينة بالمملكة. وبغية التوسع بالنشاط قامت الشركة في3  مارس 2024 بطرح صكوك متوافقة مع أحكام الشريعة الإسلامية بالدولار الأميركي بقيمة 500 مليون دولار وبعائد للصك بنسبة 9.5%.

## النشاط
شراء الأراضي لتشييد المباني والاستعمال التجاري لها بالبيع أو التأجير لصالح الشركة. صيانة وتشغيل وإدارة المولات والمجمعات التجارية والسكنية. إدارة وتشغيل وتطوير الأراضي والمجمعات السكنية والأحياء. إنشاء المباني السكنية وصيانتها وتشغيلها. الإعلان والدعاية والإعلان الرقمي.
على مدار أكثر من عقد من الزمان، نجحت الشركة في تطوير مجموعة كاملة من المجمعات التجارية عالية الجودة والمصممة وفق أرقى المعايير العالمية في أكثر الوجهات جاذبيةً بالمملكة، ملبية بذلك متطلبات السوق المحلية وكافة احتياجات المستهلكين في المملكة.

## محفظة الشركة
تضم محفظة أصول الشركة حالياً 21 مجمعاً تجارياً تقع جميعها في مواقع إستراتيجية ضمن 11 مدينة رئيسية بالمملكة. وتتولّى الشركة تشغيل عدد من أبرز المجمعات التجارية في السوق المحلية بما فيها النخيل مول بالرياض ومول العرب بجدة وأيضاَ مول الظهران بالخبر. وتحتضن مراكز التسوّق التابعة للشركة أكثر من 4300 متجر، كما تستقطب نحو 109 مليون زائر سنوياً.

### المولات
الرياض
يو ووك، ذا فيو، النخيل مول (الرياض)، الحمراء مول، سلام مول، تالا مول
المشاريع القادمة: جوهرة الرياض
جدة
جدة بارك، مول العرب (جدة)، عزيز مول، السلام مول، الياسمين مول، هيفاء مول
المشاريع القادمة: جوهرة جدة، يو ووك (جدة)
الخبر
مول الظهران
الدمام
النخيل مول (الدمام)
الجبيل
الجبيل مول
الأحساء
الأحساء مول
مكة المكرمة
مكة مول (مكة)
الطائف
جوري مول
بريدة
النخيل بلازا
المشاريع القادمة: بريدة مول
المدينة المنورة
النور مول
المشاريع القادمة: يو ووك (المدينة المنورة)

## الشركات التابعة
| اسم الشركة التابعة                               | نسبة الملكية | النشاط الرئيسي        | مكان العمليات | مكان التأسيس             |
| ------------------------------------------------ | ------------ | --------------------- | ------------- | ------------------------ |
| شركة مراكز الرياض المحدودة                       | 100.00%      | إدارة وتطوير العقارات | الرياض        | المملكة العربية السعودية |
| شركة البوارج العالمية للتنمية والاستثمار العقاري | 100.00%      | إدارة وتطوير العقارات | الرياض        | المملكة العربية السعودية |
| شركة المكارم العالمية للتنمية العقارية           | 100.00%      | إدارة وتطوير العقارات | الرياض        | المملكة العربية السعودية |
| شركة مجمع عيون الرائد التجارية                   | 100.00%      | إدارة وتطوير العقارات | الرياض        | المملكة العربية السعودية |
| شركة عيون البساتين للتجارة                       | 100.00%      | إدارة وتطوير العقارات | الرياض        | المملكة العربية السعودية |
| شركة القصيم للمشاريع الترفيهية والتجارية         | 50.00%       | إدارة وتطوير العقارات | الرياض        | المملكة العربية السعودية |
| شركة مجمع اليرموك التجارية المحدودة              | 100.00%      | إدارة وتطوير العقارات | الرياض        | المملكة العربية السعودية |
| شركة الارث المتين للمقاولات                      | 100.00%      | إدارة وتطوير العقارات | الرياض        | المملكة العربية السعودية |
| شركة أركان سلام للعقارات والمقاولات المحدودة     | 100.00%      | إدارة وتطوير العقارات | الرياض        | المملكة العربية السعودية |
| شركة مجمع العرب المحدودة                         | 100.00%      | إدارة وتطوير العقارات | الرياض        | المملكة العربية السعودية |
| شركة مجمع عزيز التجارية المحدودة                 | 100.00%      | إدارة وتطوير العقارات | الرياض        | المملكة العربية السعودية |
| شركة مجمع الظهران التجارية المحدودة              | 100.00%      | إدارة وتطوير العقارات | الرياض        | المملكة العربية السعودية |
| شركة مجمع النور التجارية المحدودة                | 100.00%      | إدارة وتطوير العقارات | الرياض        | المملكة العربية السعودية |
| شركة مجمع الياسمين التجارية المحدودة             | 100.00%      | إدارة وتطوير العقارات | الرياض        | المملكة العربية السعودية |
| شركة مجمع الدمام التجارية المحدودة               | 100.00%      | إدارة وتطوير العقارات | الرياض        | المملكة العربية السعودية |
| شركة مجمع الملز التجارية المحدودة                | 100.00%      | إدارة وتطوير العقارات | الرياض        | المملكة العربية السعودية |
| شركة مجمع الحمرا التجارية المحدودة               | 100.00%      | إدارة وتطوير العقارات | الرياض        | المملكة العربية السعودية |
| شركة الارث الراسخ للمقاولات                      | 100.00%      | إدارة وتطوير العقارات | الرياض        | المملكة العربية السعودية |

## البيانات
| تاريخ التأسيس | تاريخ الادراج | الرمز الدولي | نهاية السنة المالية | مراجعي الحسابات            |
| ------------- | ------------- | ------------ | ------------------- | -------------------------- |
| 2005-05-15    | 2019-05-22    | SA14QG523GH3 | 03/31               | كي بي إم جي الفوزان وشركاه |

## ملف الأسهم
| رأس المال المصرح به (ريال سعودي) | عدد الأسهم المصدرة | رأس المال المدفوع (ريال سعودي) | القيمة الاسمية للسهم | القيمة المدفوعة للسهم |
| -------------------------------- | ------------------ | ------------------------------ | -------------------- | --------------------- |
| 4,750,000,000                    | 475,000,000        | 4,750,000,000                  | 10                   | 10                    |

- آخر تحديث:2019-05-21

## هيكل المساهمة
اعتبارًا من 31 مارس 2021
| اسم المساهم                | نسبة الملكية |
| -------------------------- | ------------ |
| شركة فاس العقارية المحدودة | 42.00        |
| فواز عبد العزيز الحكير     | 8.00         |
| عبدالمجيد عبدالعزيز الحكير | 8.00         |
| سلمان عبدالعزيز الحكير     | 8.00         |
| شركة الفريدة الأولى        | 2.00         |
| شركة الفريدة الثانية       | 4.00         |
| شركة الفريدة الثالثة       | 4.00         |
| شركة سعف العالمية          | 2.00         |
| آخرون                      | 22.00        |

## وصلات خارجية
- الموقع الرسمي

لم يتم العثور على روابط لمواقع التواصل الاجتماعي.